# Charles Ewart Eckersley
Charles Ewart Eckersley (1892–1967), profesor de inglés y muy conocido por sus 4 volúmenes "Essential English for Foreign Students" (Inglés Esencial para Alumnos Extranjeros), uno de los títulos de la serie: "Essential English Library".
Creció en el norte de Inglaterra y fue a la Universidad de Mánchester, donde obtiene su maestría en inglés. Sirve en la Artillería Real durante la Primera Guerra Mundial y más tarde, consigue su primer trabajo como maestro escuela. Fue designado para el personal de la Escuela Politécnica de niños en Londres, en 1921. La escuela estaba asociada al Instituto Politécnico especializada en la educación técnica y enseñanza de idiomas, por lo que se daba clases de inglés a extranjeros. Era frecuente que los maestros de escuela ayudaran en las clases nocturnas del instituto y por ello, Eckersley adquiere experiencia en la enseñanza del inglés como idioma extranjero. Parece que los métodos utilizados por un maestro francés en la misma Escuela de Niños, le servirían de inspiración para la transición de la enseñanza del inglés como lengua materna, al inglés como lengua extranjera.